# Verschoningsgrond
De verschoningsgrond in het Belgisch strafrecht is een wettelijk voorziene reden waardoor een misdrijf minder of helemaal niet wordt bestraft. Het Strafwetboek onderscheidt strafverminderende en strafuitsluitende gronden.

## Toepasbaarheid
De verschoningsgronden zijn enkel toepasbaar voor zover zij uitdrukkelijk door de wet zijn voorzien (artikel 78 Strafwetboek). Het misdrijf en de schuld blijven bestaan, enkel de straf wordt beïnvloed. De burgerlijke gevolgen van het misdrijf blijven dus bestaan (bijvoorbeeld: schadevergoeding).
De verschoningsgronden moeten duidelijk onderscheiden worden van de verzachtende omstandigheden. Deze laatsten zijn namelijk niet wettelijk bepaald en zijn niet verplichtend.

## Kenmerken
- De verschoningsgrond geldt enkel voor een bepaald misdrijf (of meerdere van dezelfde aard)
- De verschoningsgrond betreft de persoon van de dader

## Soorten verschoningsgronden

### Strafverminderende

#### Uitlokking
- Slechts van toepassing in welbepaalde misdrijven, namelijk doodslag en slagen en verwondingen, indien zij onmiddellijk worden uitgelokt door zware gewelddaden tegen personen.
- Het afweren van een inbraak overdag is eveneens verschoonbaar (art. 412 Sw.), terwijl het afweren van een inbraak bij nacht een rechtvaardigingsgrond oplevert (namelijk wettige verdediging).
- Gevolg: misdaad wordt nog maximum bestraft met 5 jaar, terwijl bij een wanbedrijf nog maximum 3 maanden kan uitgesproken worden

#### Aangifte aan de overheid
- Juiste en volledige informatie bij de bevoegde overheid, liefst vóór de vervolging
- Zie ook problematiek van de "kroongetuige", dewelke in België geen wettelijke basis kent ondanks wetgevend initiatief[1]
- Voorbeeld: artikel 6 Drugwet[2]

### Strafuitsluitende

#### Sommige gevallen van bloed- en aanverwantschap
Diefstallen gepleegd door een gehuwde ten nadele van zijn echtgenoot, door een weduwnaar of een weduwe wat zaken betreft die aan de overleden echtgenoot hebben toebehoord, door afstammelingen ten nadele van hun bloedverwanten in de opgaande lijn ten nadele van hun afstammelingen, of door aanverwanten in dezelfde graden, geven alleen aanleiding tot burgerrechtelijke vergoeding. Strafrechtelijk is men dus niet vervolgbaar.

#### Aangifte aan de overheid
Dit is het geval bij valsmunterij, indien de aangifte gebeurt vóór enige uitgifte van het valse geld en vóór enige vervolging door justitie.

## Onderscheid
De verschoningsgrond onderscheidt zich van de rechtvaardigingsgrond door het feit dat deze laatste het misdrijf zelf opheft.
Het onderscheid met schulduitsluitingsgrond ligt elders; bij deze laatste blijft het misdrijf bestaan, maar wordt de schuld van de dader uitgesloten. Een schadevergoeding vorderen in dit laatste geval is in principe niet mogelijk.